# Ljungafors kraftverk
Ljungafors kraftverk är ett vattenkraftverk i Ätran. Kraftverket ligger i Ljungafors industriområde, Svenljunga. Den normala årsproduktion är 2,8 GWh och fallhöjden är 5,3 meter. Det anlades 1963, men använde en dammkropp från 1920. Kraftverket är i privat ägo.